# Ryan Paris
Ryan Paris, pseudonimo di Fabio Roscioli (Roma, 12 marzo 1953), è un cantante italiano.

## Biografia
Ryan Paris è un cantante, chitarrista, compositore e produttore musicale nato a Roma il 12 marzo 1953, dove ha studiato Storia dell'architettura, chitarra classica ed anche recitazione. Ha anche studiato al conservatorio di musica di Frosinone Arrangiamento per grande orchestra jazz ed è stato insegnante di musica alla scuola media Virgilio e professore di chitarra alla scuola di musica popolare del Testaccio.
Come attore ha partecipato in piccoli ruoli ad alcuni film tra i quali: Baby Sitter - Un maledetto pasticcio con Renato Pozzetto, C'era una volta in America di Sergio Leone e alcuni film di fantascienza diretti da Alfonso Brescia alla fine degli anni settanta.
Ryan Paris ha ottenuto il successo discografico nel 1983 con la canzone Dolce vita, composta, suonata e prodotta da Pierluigi Giombini, con testo di Paul Mazzolini, in arte Gazebo.
Dolce vita fu inizialmente pubblicato in Italia dall'etichetta Discomagic Records, per poi entrare al numero 1 in quasi tutte le classifiche di tutto il mondo, tra l'altro raggiungendo il quinto posto della classifica inglese, motivo per il quale Ryan Paris fu ospite due volte della trasmissione musicale Top of the Pops. La canzone è stata #1 in Francia, Belgio, Svizzera, Olanda, Danimarca, Spagna e Austria.
Il singolo seguente, Fall in Love, fu un brano di minor successo, che riuscì comunque a entrare nelle classifiche inglesi e francesi e al settimo posto della classifica spagnola. Negli anni successivi Ryan Paris produce 6 brani per la Coca Cola 1999-2000 e concentrandosi sulla composizione, sullo studio della chitarra elettrica (Ryan è stato professore di canto e di chitarra classica e brasiliana) e sulla produzione musicale nel suo studio di registrazione. Nel 2010 esce, sotto l'etichetta indipendente I venti d'azzurro Records, un nuovo brano, di cui Ryan è l'autore di testo e musica, intitolato I Wanna Love You Once Again, che si rifà al genere Italo disco. Segue, nel 2011, Parisienne Girl, Sensation of Love (2013), che bissa il successo del 2010, Yo quiero amarte una vez mas (2014), It's my life (2015-2016), Buonasera Dolce vita e Love on Ice (2017).

## Discografia parziale

### Album
- 1984 - Ryan Paris
- 2002 - The Best Of
- 2000 - I successi
- 2002 - Best Of
- 2004 - Dolce vita (doppio cd)
- 2004 - Let's Do It Together
- 2004 - Don't Let Me Down
- 2016 - You Are My Life (doppio cd)

### Singoli
- 1983 - Dolce vita
- 1984 - Fall in Love
- 1984 - Paris On My Mind
- 1985 - Harry's Bar
- 1988 - Besoin d'amour
- 1992 - The Beat Goes On
- 1993 - Don't Let Me Down
- 1994 - Mr. Jones
- 1995 - It's My Life (Gen 64 ft. Ryan Paris)
- 1997 - Only For You (Favilli ft. Ryan Paris)
- 2010 - I wanna love you once again
- 2010 - In love again
- 2011 - Tiki, Tiki, Tiki
- 2012 - Parisienne girl
- 2013 - Sensation of love
- 2013 - Seed of Love
- 2013 - Yo quiero amarte una vez mas
- 2013 - This is your life
- 2015 - All or nothing
- 2015 - Together Again
- 2015 - Pepsi Girl
- 2016 - You Are My Life
- 2017 - Love On Ice
- 2017 - Dolce vita 2017

## Filmografia

### Cinema
- Baby Sitter - Un maledetto pasticcio, regia di René Clément (1975)
- Anno zero - Guerra nello spazio, regia di Alfonso Brescia (1977)
- Battaglie negli spazi stellari, regia di Alfonso Brescia (1978)
- La guerra dei robot, regia di Alfonso Brescia (1978)
- C'era una volta in America, regia di Sergio Leone (1984)

### Televisione
- La bella Otero, regia di José María Sánchez – film TV (1984)